# Evergestis dilutalis
Evergestis dilutalis is een vlinder uit de familie grasmotten (Crambidae). De wetenschappelijke naam is voor het eerst gepubliceerd in 1848 door Gottlieb August Wilhelm Herrich-Schäffer.
De soort komt voor in Roemenië, Bulgarije en Oekraïne (de Krim).